# Лоу-кик
Лоу-кик (англ. low kick, буквально «низкий удар ногой»), также известный как удар по ноге (англ. leg kick) — в единоборствах разновидность удара ногой по нижней части тела (в бедро или голень). Удар встречается в различных единоборствах: карате, кудо, кикбоксинге, муай-тай, крав-мага, лэхвей, ушу-саньда, шутбоксинге.

## Ущерб
- Лоу-кик, наносимый по внешней стороне бедра
- Лоу-кик, наносимый по внутренней стороне бедра
- Лоу-кик с захватом опорной ноги
- Блокировка лоу-кика

Лоу-кик наносится всегда по ногам противника: в результате удара противник не только испытывает болевые ощущения, но может потерять опору под ногами и замедлиться. Постоянные лоу-кики чреваты для атакуемого переломами костей, разрывами связок или иными повреждениями суставов и мускулов. Седалищный нерв, самый длинный в человеческом теле, проходит от копчика до самой ноги и часто является мишенью для лоу-киков.

## Защита
Основной вид защиты от лоу-кика — блокировка удара в виде подставки ноги (англ. checking), когда нога сгибается и выносится вперёд для защиты от удара по бедру. В таком случае бьющий попадает в выставляемую голень или колено и сам испытывает боль. В некоторых случаях эта блокировка может даже стать травмоопасной для атакующего: на турнире UFC 168 именно так закончился аутсайд-лоу-кик в исполнении Андерсона Силвы против Криса Вайдмана.

## В соревнованиях
- Лоу-кик — один из неотъемлемых приёмов в кикбоксинге. В кикбоксинге существует раздел «лоу-кик», разрешающий наносить удары ногами по внешней и внутренней сторонам бедра или подсекать в голеностоп, но при этом запрещено наносить удары в колено или в икроножную мышцу. При этом подобные удары в принципе разрешены в кикбоксинге по международным и восточным правилам, но запрещены в американском варианте с полным контактом.
- Лоу-кик встречается в таких разновидностях карате, как асихара-карате, энсинкайкан, кёкусинкай и сэйдокайкан. Одним из мастеров лоу-кика считался Хацуо Рояма, обладатель 9 дана по карате кёкусинкай: этот удар назывался «гэдан маваси-гэри» (круговой удар ногой в нижний уровень) и ранее применялся только в качестве подсечки перед более мощным ударом. Стараниями Роямы лоу-кик стал применяться уже как мощный удар в бедро противника[8].
- В тайском боксе лоу-кик, он же нижний боковой удар, называется «тае код» и обязательно наносится в бедро или подколенную ямку. Блокировать его можно путём поднятия колена, чтобы удар пришёлся на голень[9], однако это сделать крайне сложно, поскольку спортсмен, получивший подобный удар, зачастую может отправиться в технический нокаут[10].
- Лоу-кик также является одним из приёмов в саньда и шутбоксинге, а благодаря тайскому боксу стал неотъемлемой частью многих боевых искусств.
- В соревнованиях по смешанным боевым искусствам мастерами лоу-киков, которые благодаря этим одерживали победы, стали Морис Смит, Павел Словинский, Даниэл Гицэ, Мирко Филипович и многие другие.